# Danielle Fong
Pour les articles homonymes, voir Fong.
Danielle Fong, née le 30 octobre 1987 à Halifax, en Nouvelle-Écosse, est une entrepreneuse canadienne fondatrice et cheffe scientifique de LightSail Energy.

## Biographie
Danielle Fong naît à Halifax et grandit à Dartmouth, en Nouvelle-Écosse.
À l’âge de 12 ans, elle s’inscrit à l’Université Dalhousie, où elle a obtient son baccalauréat en sciences, en physique et en informatique à l’âge de 17 ans.
Elle a rejoint le programme de physique des plasmas de l’Université de Princeton en tant que candidate au doctorat, mais abandonne finalement à l’âge de 20 ans.

### LightSail Energy
En 2009, à Berkeley, en Californie, Danielle Fong co-fonde LightSail Energy avec les entrepreneurs Stephen Crane et Edwin P. Berlin Jr.
Cette société utilise une technologie stockant l'énergie sous forme d'air comprimé,.